# Соломьяк
Соломья́к (фр. Solomiac) — коммуна во Франции, находится в регионе Юг — Пиренеи. Департамент — Жер. Входит в состав кантона Мовзен. Округ коммуны — Кондом.
Код INSEE коммуны — 32436.

## География

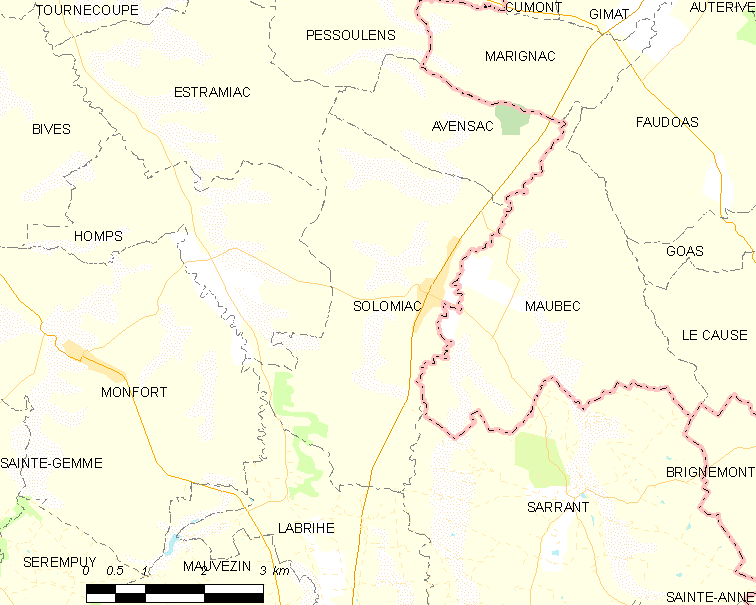
Карта коммуны

Коммуна расположена приблизительно в 580 км к югу от Парижа, в 50 км северо-западнее Тулузы, в 31 км к северо-востоку от Оша.
На востоке коммуны протекает река Жимон.

## Климат
Климат умеренно-океанический. Лето жаркое и немного дождливое, температура часто превышает 35 °С. Зимой часто бывает отрицательная температура и ночные заморозки. Годовое количество осадков — 700—900 мм.

## Население
Население коммуны на 2010 год составляло 461 человек.
| Год  | Численность | Численность |
| ---- | ----------- | ----------- |
| 1962 | 519         | [ 6 ]       |
| 1968 | 505         | [ 6 ]       |
| 1975 | 446         | [ 6 ]       |
| 1982 | 391         | [ 6 ]       |
| 1990 | 363         | [ 6 ]       |
| 1999 | 362         | [ 6 ]       |
| 2006 | 414         | [ 7 ]       |
| 2010 | 461         | [ 6 ]       |
| 2011 | 483         | [ 7 ]       |
| 2013 | 518         |             |
| 2015 | 491         | [ 8 ]       |
| 2016 | 488         | [ 9 ]       |
| 2017 | 481         | [ 10 ]      |
| 2018 | 479         | [ 11 ]      |
| 2019 | 482         | [ 12 ]      |
| 2020 | 488         | [ 13 ]      |
| 2021 | 493         | [ 14 ]      |
| 2022 | 499         | [ 2 ]       |

## Администрация
| Период | Период | Фамилия      | Партия | Примечания |
| ------ | ------ | ------------ | ------ | ---------- |
| 2001   | 2020   | Ги Мантовани |        |            |

## Экономика
В 2010 году среди 277 человек трудоспособного возраста (15-64 лет) 216 были экономически активными, 61 — неактивными (показатель активности — 78,0 %, в 1999 году было 70,7 %). Из 216 активных жителей работали 184 человека (91 мужчина и 93 женщины), безработных было 32 (18 мужчин и 14 женщин). Среди 61 неактивных 17 человек были учениками или студентами, 23 — пенсионерами, 21 были неактивными по другим причинам.

## Достопримечательности
- Церковь Св. Власия
- Крытый рынок (XIV век). Исторический памятник с 1973 года[16]
- Голубятня Камюсат (XVI век). Исторический памятник с 1973 года[17]

## Фотогалерея

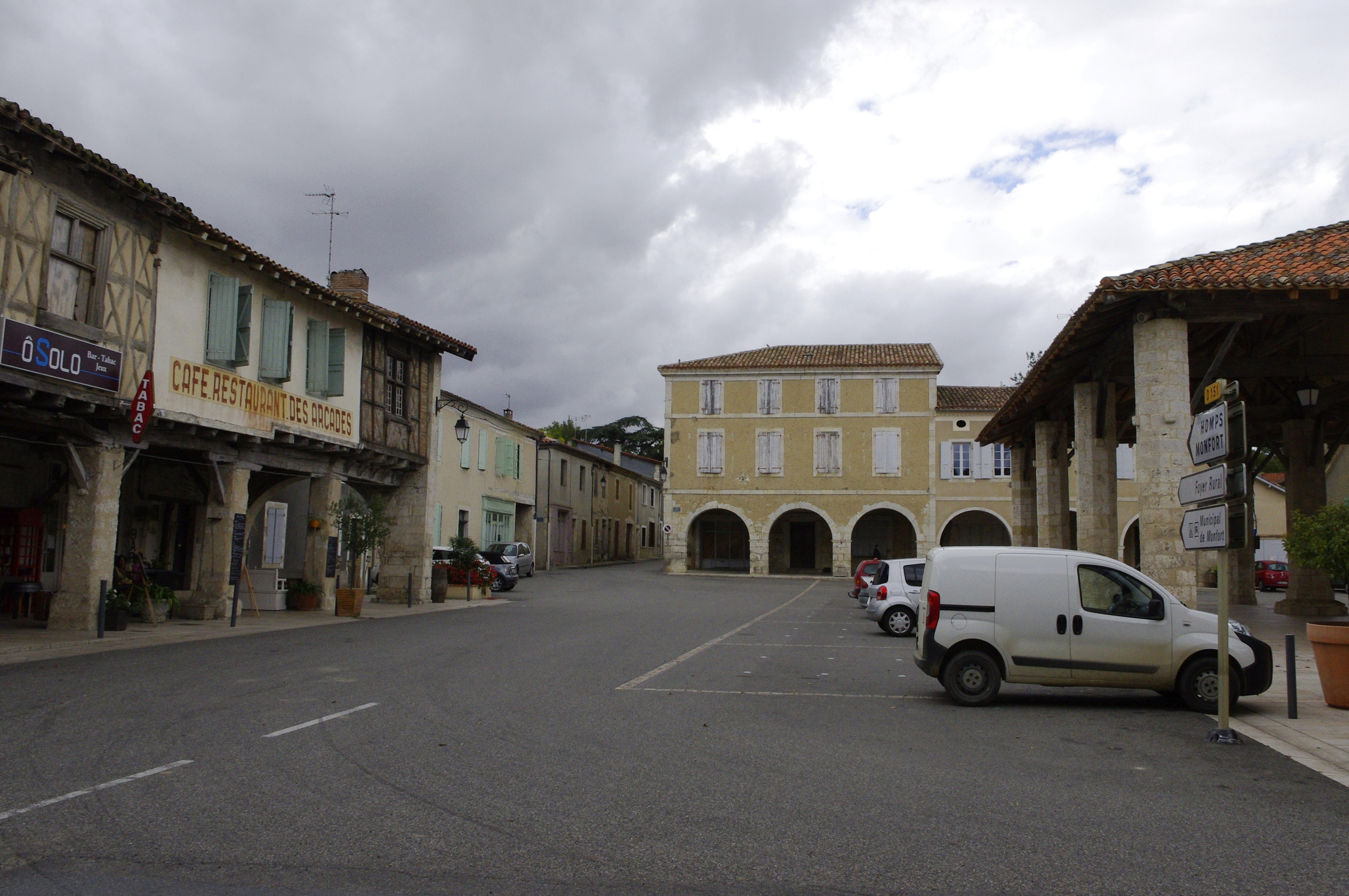
Соломьяк
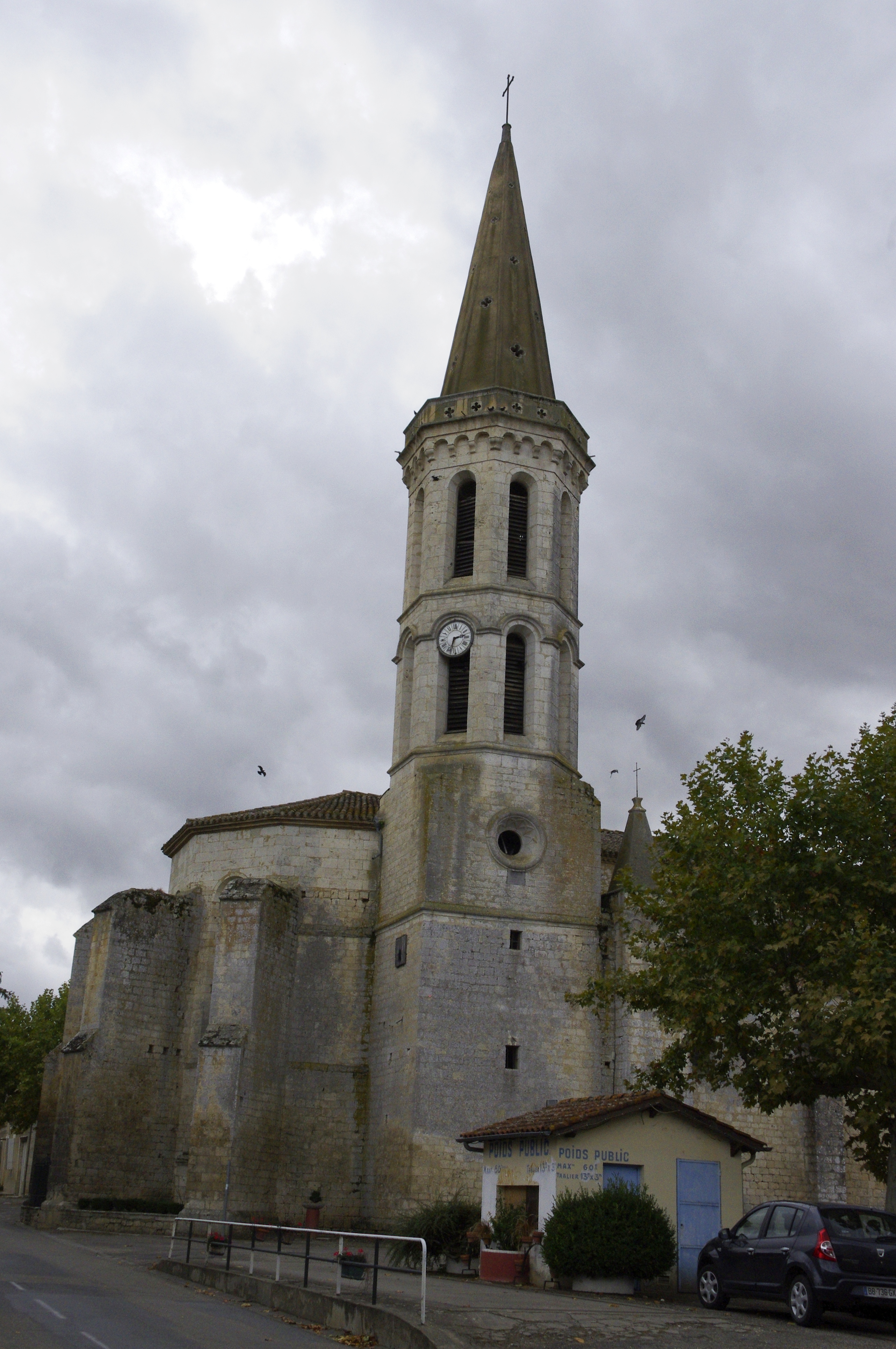
Церковь Св. Власия
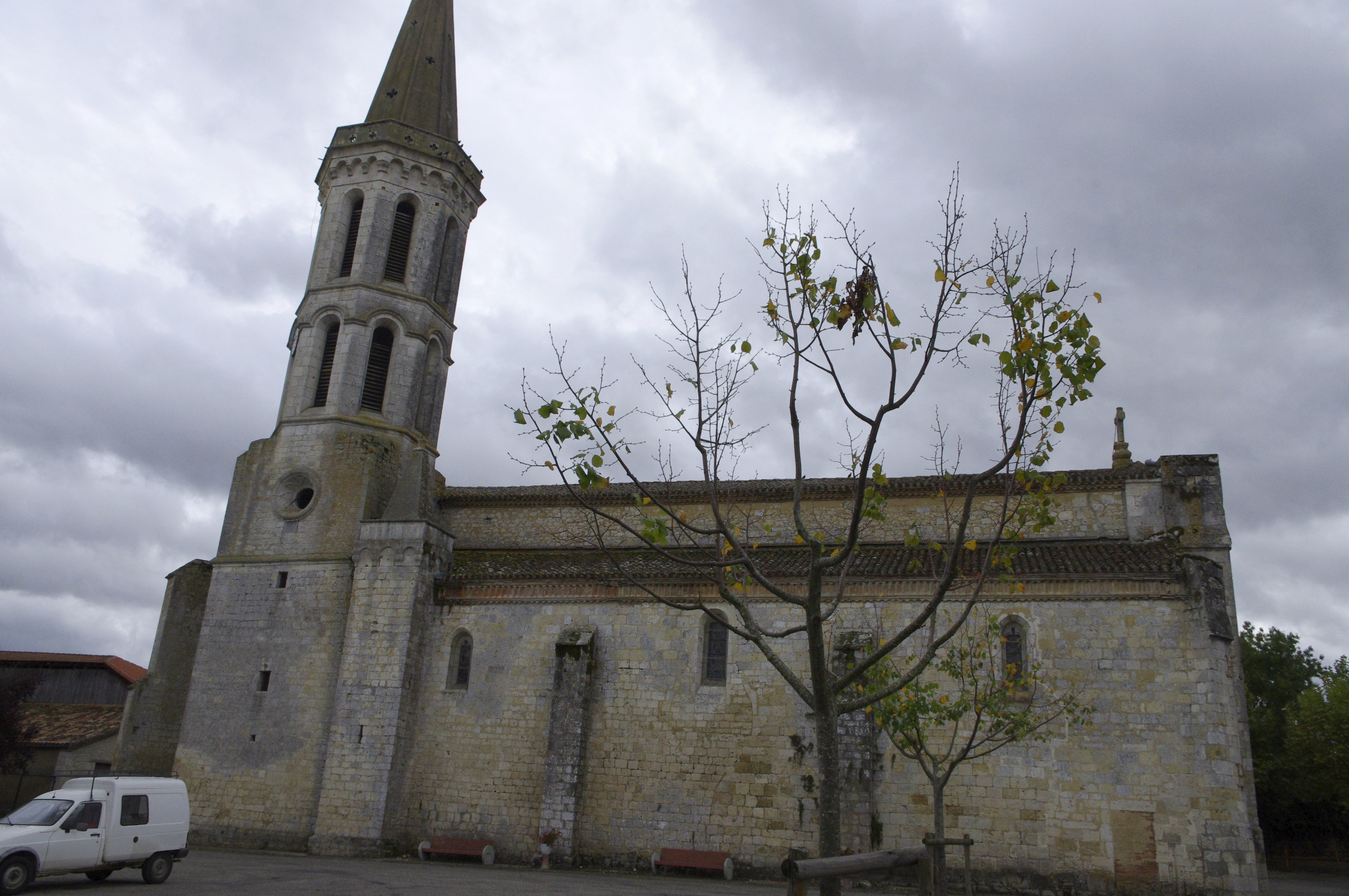
Церковь Св. Власия
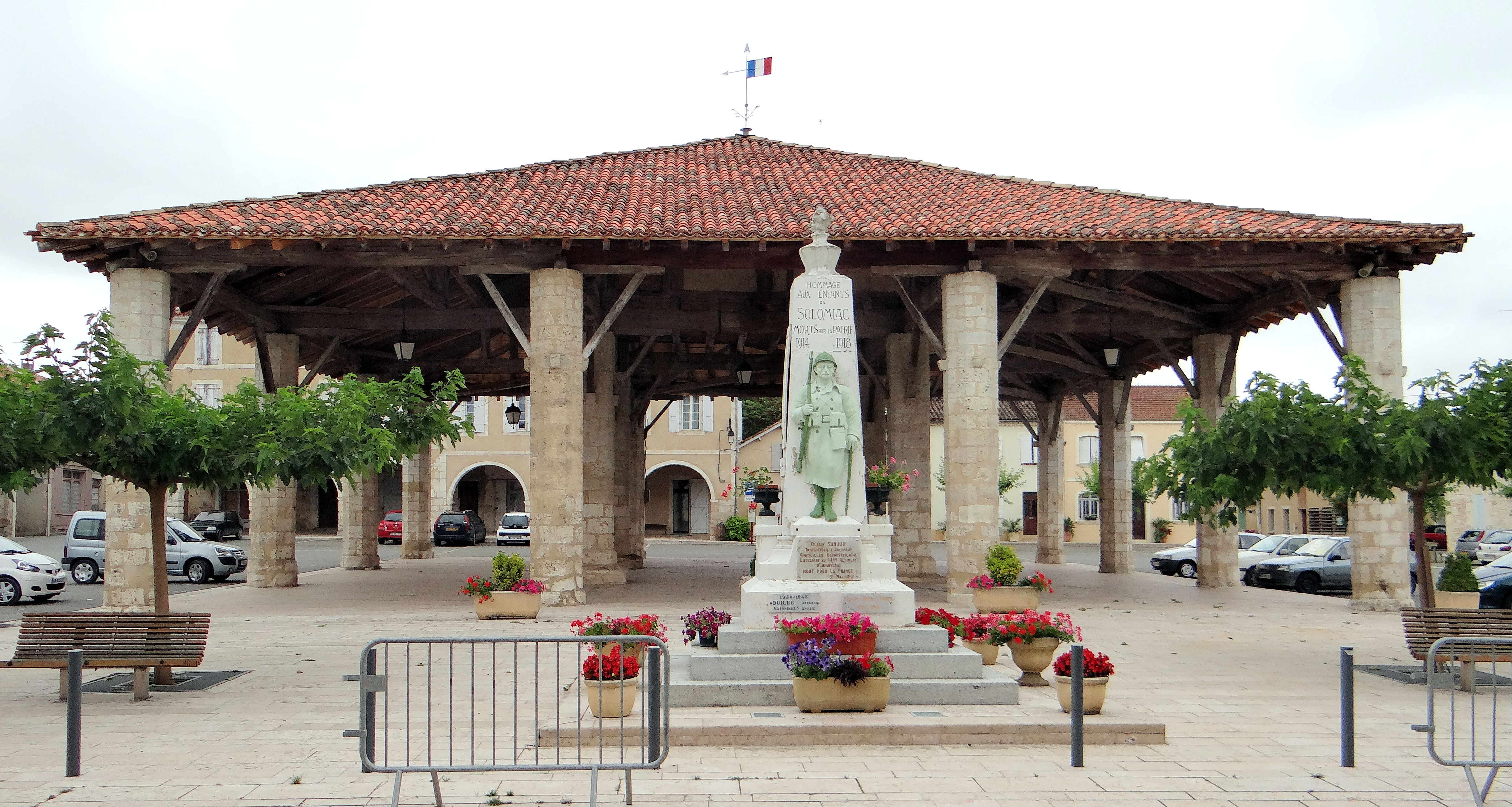
Крытый рынок и военный мемориал
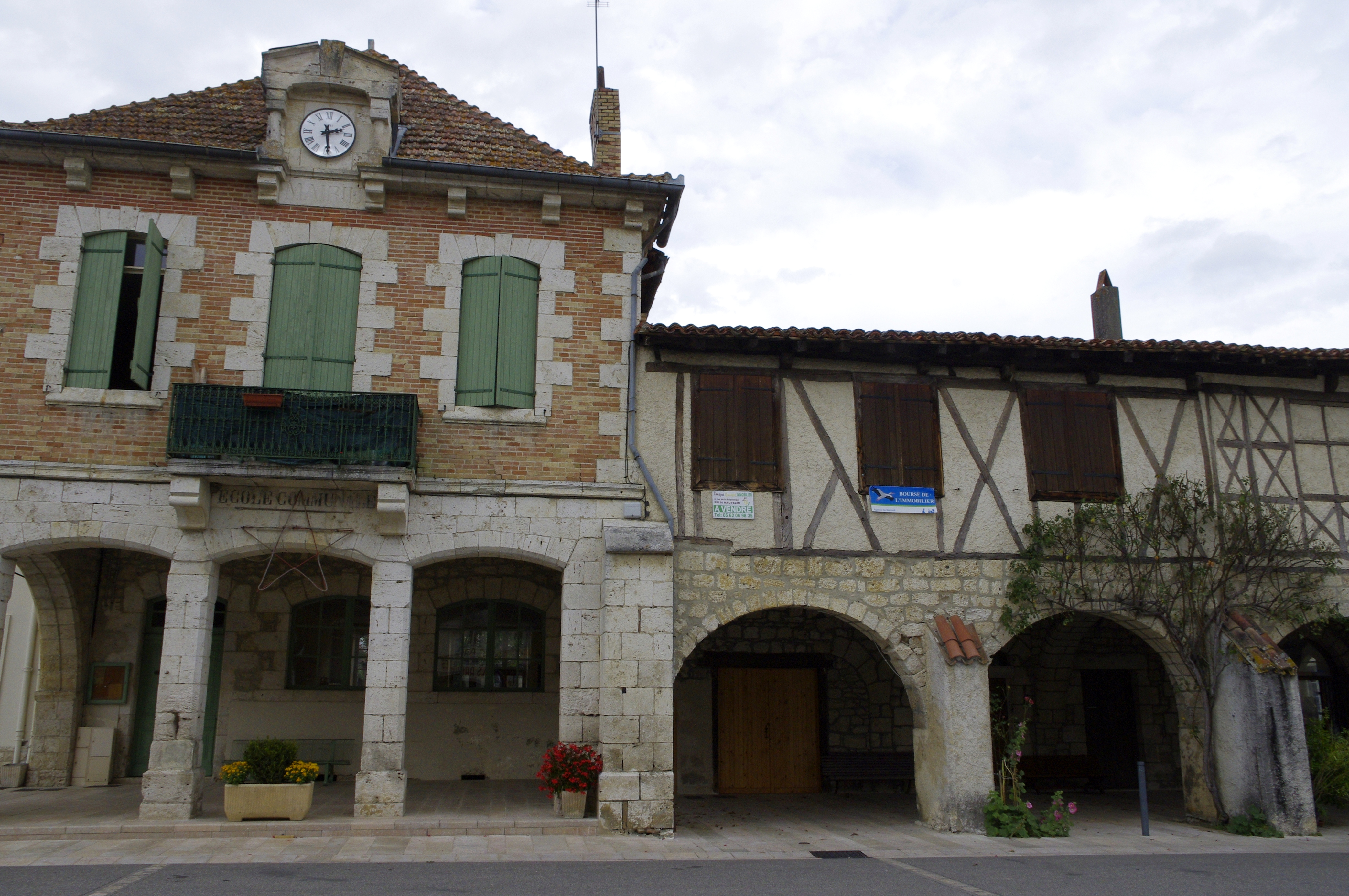
Мэрия и школа